# سیارک ۹۸۲۱
سیارک ۹۸۲۱ (به انگلیسی: 9821 Gitakresakova، نامگذاری:4033T-1) نه هزار و هشتصد و بیست و یکمین سیارک کشف شده‌است که در ۲۶ مارس ۱۹۷۱ کشف شد.
قدر مطلق سیارک برابر ۱۴٫۶۰ است.